# Brigitte Bardot
Brigitte Anne-Marie Bardot (n. 28 septembrie 1934, Paris, Île-de-France, Franța) este o actriță a cinematografiei, sex simbol al anilor 1960.
Născută și crescută în Paris, Bardot aspira să fie balerină. Cariera o îndreaptă spre actorie în 1952. A atins nivelul de star internațional în 1957 odată cu rolul controversat din Și Dumnezeu...a creat femeia (1956). Stârnește interesul intelectualilor francezi, fiind chiar subiectul eseului din 1959, Sindromul Lolita, de Simone de Beauvoir. Bardot este văzută ca un model și declarată prima femeie liberă din Franța de după război. Lucrează cu regizori precum Jean-Luc Godard și Louis Malle. 
Se retrage din industria filmului în 1973. Jucase până în acel moment în 47 de filme și înregistrase peste 60 de cântece. I-a fost oferită medalia Legiunea de Onoare în 1985, dar a refuzat să o primească. După retragere, devine activistă pentru drepturile animalelor. În anii 2000 generează controverse pentru afirmațiile rasiste împotriva imigranților arabi din Franța. A fost amendată de cinci ori pentru incitarea urii rasiale.

## Biografie

### Biografie timpurie
Brigitte Anne-Marie Bardot s-a născut în 28 septembrie 1934 în Paris. Este fiica lui Louis Bardot și Anne-Marie Mucel. Tatăl său, originar din Ligny-en-Barrois, a fost inginer și proprietarul mai multor fabrici din Paris. Bardot a crescut într-o familie catolică conservatoare.
Brigitte Bardot, în memoriile sale Initiales B.B., scrie despre ea însăși, "În copilărie am fost timidă și urâtă. Aveam părul rar, ochelari și purtam aparat de îndreptat dinții" . Transformarea sa într-o superbă femeie și inițierea unei cariere de o deosebită strălucire s-au produs treptat. A lucrat mai întâi ca manechin pentru marile case de modă pariziene. La vârsta de 15 ani apare pentru prima dată pe coperta revistei Elle și începe să facă cinematografie la 17 ani. 

### Filme
Debutul este în Le trou normand de Jean Boyer în 1952, anul în care se căsătorește cu Roger Vadim. La început - spune ea - nimeni nu se interesa de ea. Până în 1956, când triumfă în filmul cu titlu premonitoriu Și Dumnezeu a creat femeia (Et Dieu créa la femme), în regia soțului său, Roger Vadim. El este cel care a lansat o nouă imagine a feminității, eliberată de complexe, directă, inocentă și provocatoare totodată.
Cu următoarele filme En cas de malheur („În caz de nenorocire”) și Babette pleacă la război (Babette s'en va-t-en guerre) devine în Franța mai populară decât Michèle Morgan și în Statele Unite mai iubită decât Marilyn Monroe. Turneazǎ apoi filmul La vérité ("Adevărul"), cu Henri-Georges Clouzot, dar succesul îi este umbrit de dezvăluirea amănuntelor vieții ei intime după despărțirea de Roger Vadim, dezvăluiri făcute publice de secretara sa și publicate în revista France Dimanche. Face o tentativă de sinucidere, dar este salvată și - deși voia să abandoneze cariera cinematografică - acceptă propunerea regizorului Louis Malle să interpreteze rolul principal în filmul Vie privée ("Viață particulară"), care i se potrivește acum perfect.

### „Femeie fatală”

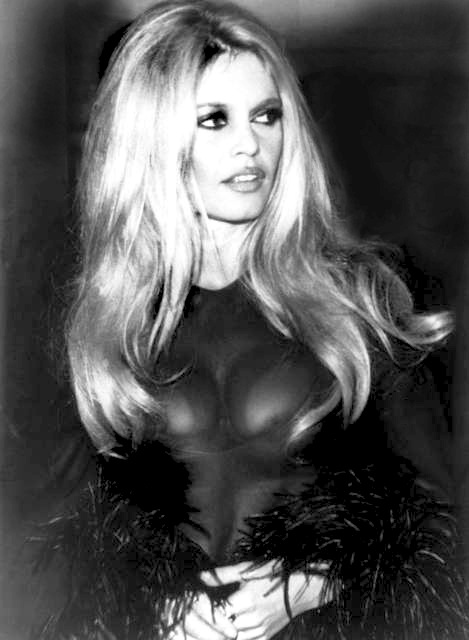
Bardot în 1968

Devine cea mai fotografiată femeie din lume, cu o notorietate pe care uneori o resimțea ca un infern, urmărită continuu de admiratori și de paparazzi. În mijlocul acestui haos reușește să facă poate cel mai bun film al ei, Le mépris ("Disprețul"), în regia lui Jean-Luc Godard. În 1966 se căsătorește cu bogatul om de afaceri german Gunter Sachs, petrece o aventuroasă lună de miere în insulele Tahiti, dar nici această căsnicie (a treia!) nu durează mult. Peliculele de la începutul anilor 1970, L'Ours et la poupée ("Ursul și Păpușa"), Les novices ("Novicele") sunt mai puțin convingătoare.

### Trăind retrasă și singură
În 1973, după filmul Don Juan 73, realizat cu regizorul de la începutul carierei sale Roger Vadim, își anunță retragerea definitivă din viața cinematografică. Avea 38 de ani și punea punct unei cariere și poate unei epoci. Brigitte Bardot, căsătorită cu Bernard d'Ormale, este acum o doamnă de o anumită vârstă, ducând o viață retrasă, aproape lipsită de cochetărie, dedicându-se acțiunilor de protecție a animalelor. A intervenit și pentru protejarea câinilor vagabonzi din București.
| “ | Am fost - declară ea - foarte fericită, foarte bogată, foarte frumoasă, foarte adulată, foarte cunoscută și foarte nenorocită, prea adesea dezamăgită. Am avut decepții îngrozitoare. Iată de ce am ales să trăiesc retrasă și singură. | ” |

Brigitte Bardot a inspirat hitul lui Serge Gainsbourg, Je T’aime… Moi Non Plus.

## Filmografie selectivă
- 1955 Marile manevre (Les grandes manoeuvres), regia René Clair
- 1956 Elena din Troia (Hélène de Troie), regia Robert Wise
- 1956 Și Dumnezeu a creat femeia (Et Dieu...créa la femme), regia Roger Vadim
- 1957 Pariziana (Une Parisienne), regia Michel Boisrond
- 1958 Îndrăgostiți sub clar de lună (Les Bijoutiers du clair de lune), regia Roger Vadim
- 1959 Babette pleacă la război (Babette s'en va-t-en guerre), regia Christian-Jaque
- 1959 În caz de nenorocire (En cas de malheur), regia Claude Autant-Lara
- 1959 Vreți să dansați cu mine? (Voulez-vous danser avec moi?), regia Michel Boisrond
- 1959 Femeia și paiața (La femme et le pantin), regia Julien Duvivier
- 1960 Adevărul (La Vérité), regia Henri-Georges Clouzot
- 1962 Viață particulară (Vie privée), regia Louis Malle
- 1963 Disprețul (Les Mépris), regia Jean-Luc Godard
- 1965 Viva Maria!, regia Louis Malle
- 1966 Masculin feminin (Masculin féminin), regia Jean-Luc Godard
- 1966 Marie Soleil
- 1968 Shalako, regia Edward Dmytryk
- 1969 Femeile (Les femmes), regia Jean Aurel
- 1969 Ursul și păpușa (L'ours et la poupée), regia Michel Deville
- 1971 Bulevardul romului (Boulevard du rhum), regia Robert Enrico
- 1973 Don Juan 73 (Don Juan ou Si Don Juan était une femme...), regia Roger Vadim
- 1975 Un surâs, o palmă, un sărut (Un sorriso, uno schiaffo, un bacio in bocca), regia Mario Morra